# Gisselfeld
Gisselfeld, som ligger mellem Haslev og Rønnede, er et af Danmarks største godser med et areal på 4.000 hektar med Hesede, Edelesminde, Brødebæk og Gødstrupgård, hvoraf 2.400 hektar er skov. Det er beliggende i flere kommuner, men hovedgården ligger i Bråby Sogn i Faxe Kommune.
Gisselfeld nævnes i slutningen af 14. århundrede som tilhørende tre brødre, Bo, Peder og Eskild Falk. Ide Eskildsdatter, en sønnedatter af en af brødrene, bragte Gisselfeld til sin ægtefælle, hr. Mogens Gøye. Deres sønnesøn, Christian 2.s bekendte trofaste mand, Henrik Gøye, solgte 1527 Gisselfeld til sin svoger, Johan Oxe til Nielstrup. Under Grevens Fejde led Gisselfeld samme skæbne som så mange af landets andre herregårde og blev plyndret og lagt øde.
Gisselfeld blev i sin nuværende form grundlagt af Peder Oxe til Nielstrup, der byggede gården 1547-75. Den har oprindelig bestået af fire sammenbyggede, tre stokværk høje fløje, opførte af røde sten og med meget tykke ydermure. Disse er til dels forsynede med skydeskår og har store, takkede gavle. Midt på venstre fløj findes et fremspringende porttårn. Fjerde fløj var oprindelige kirkefløjen, men den er for længst nedrevet; senere, til slutningen af 18. århundrede, var der kirke i den søndre fløj. Gisselfeld var på de tre sider omgivet af grave, på nordsiden af den såkaldte gårdsø. Den blev tillige forsvaret af en mur (ligeledes opført af Peder Oxe), der støttede sig til to tårnbygninger ved borggraven, og som først helt er forsvundet i vore dage. I en af de hvælvede kældere under vestre fløj, der ved en hemmelig trappe stod i forbindelse med værelserne i de øvre stokværk, siges Peder Oxe at have holdt sig skjult, før han, efter at være faldet i unåde, rejste til udlandet.
Efter Peder Oxe overtog hans enke Mette Rosenkrantz til Vallø ejendommen, og ved hendes død i 1588 fik Peder Oxes søsterdatter, Karen Banner, stedet. Hun giftede sig med Henrik Lykke til Overgård og Lykke-familien havde herefter Gisselfeld, indtil Kai Lykke i 1661 blev fradømt liv, ære og gods. Fra 1661-70 var Gisselfeld under Kronen. Herefter blev Gisselfeld givet til greve Hans Schack som belønning for hans bedrifter under svenskekrigene.
I 1688 blev Gisselfeld solgt til Adam Levin Knuth i 1688, og hans slægt havde Gisselfeld til 1699, hvorefter Christian V's søn med Sophie Amalie Moth – Christian Gyldenløve overtog godset. Under navnet Danneskiold-Samsøe har hans efterkommere siden bestyret godset som overdirektører.

## Gisselfelds overdirektører
- Frederik Christian lensgreve af Danneskiold-Samsøe (1722-1778), sønnesøn af Christian Gyldenløve greve af Samsø, var Gisselfelds første overdirektør, fra 1755 til sin død.
- Christian Conrad Sophus lensgreve af Danneskiold-Samsøe (1774-1823), søn af forrige, var overdirektør fra 1778-1823. Han huskes især for ”Den Danneskioldske Kanal”, og sit virke som amtmand – og tanken om Holmegaard Glasværk, som dog blev færdiggjort af hans enke – Henriette Danneskiold-Samsøe, og indviet få dage efter hans død – i 1823.
- Frederik Christian lensgreve af Danneskiold-Samsøe (1798-1869), søn af forrige, var overdirektør fra 1823-1869. Han døde barnløs.
- Christian Conrad Sophus lensgreve af Danneskiold-Samsøe (1800-1886), yngre bror til forrige, blev Gisselfeld fjerde overdirektør fra 1869-1886. Han var samler og en stor kunstmæcen. Porcelænssamlingen, som Gisselfeld Kloster i dag er berømt for, er skabt af ham.
- Christian Frederik lensgreve af Danneskiold-Samsøe (1838-1914), søn af forrige, bestred stillingen som overdirektør fra 1886-1914. Han var desuden Ordenskansler og formand for Dansk Skovforening. Det er hans fortjeneste, at naturen omkring Gisselfeld er så enestående og unik. Hans søn,
- Aage Conrad lensgreve af Danneskiold-Samsøe (1886-1945), overtog overdirektørposten i perioden 1914-1945, og besad, som den sidste grevskabet Samsøe, der som følge af lensafløsningsloven af 1919, afløstes i 1921. Lensgreveparret fik ingen sønner – så nærmeste slægtning og arvtager til overdirektørembedet var hans farfars brors barnebarns søn:
- James Christian Carl Sophus lensgreve af Danneskiold-Samsøe (1900-1966). Han var overdirektør fra 1947-1966. Hans søn Valdemar fraskrev sig tidligt arveretten til overdirektørembedet.
- Knud greve af Danneskiold-Samsøe (1900-1969), fætter til ovennævnte James Carl Christian Sophus, var overdirektør 1966-1969.
- Hans Christian Erik Viggo greve af Danneskiold-Samsøe (1915-1975), halvbror til forrige, var overdirektør fra 1969-1975.
- Carl Christian Erik Leopold greve af Danneskiold-Samsøe (f. 1945), ældste søn af forrige overtog embedet 1975. Men grundet stridigheder med bestyrelsen blev han afsat 2002, se afsnittet "Gisselfeld-sagen".
- Christian Danneskiold Lassen (f. 1958) var midlertidig overdirektør 2002-10
- Helene Danneskiold-Samsøe (f. 1966), niece til ovenstående, tiltrådte som overdirektør 1. marts 2010.

## Gisselfeld Kloster
Gisselfeld Kloster (formelt Gisselfeld Adelige Jomfrukloster i Sjælland) er en stiftelse på Sjælland.
Stiftelsen oprettedes ved testamentarisk bestemmelse af Christian V's illegitime søn med Sophie Amalie Moth, Christian Gyldenløve i 1701-1702. Bestemmelsen trådte i kraft ved hans enkes død i 1754.
Stiftelsen er ikke et "kloster" i traditionel forstand, men et såkaldt jomfrukloster. De indskrevne klosterdamer – konventualinder på Gisselfeld – skulle være ugifte og af adelig stand og byrd, men de havde i modsætning til på Vallø og Vemmetofte ikke bolig på selve klostret. I stedet modtager de en årlig hævning.
Gisselfeld Kloster ledes af en overdirektør, der ifølge den oprindelige fundats udpeges iblandt mandlige, grevelige medlemmer af slægten Danneskiold-Samsøe. Kønsdiskrimineringen i fundatsen er dog kendt ugyldig jf. ligestillingsloven.
Gisselfelds overdirektør, siden 2010 Helene Danneskiold-Samsøe, har privatbolig i klosterets hovedbygning (slottet).  

## Gisselfeld-sagen
I 1997 blev den 10. overdirektør Erik greve Danneskiold-Samsøe suspenderet som overdirektør af sin daværende bestyrelse. Han har siden ført retssag – dels for at få overdirektørembedet tilbage, men også for at få rettens ord for at Christian Gyldenløves over 300 år gamle fundats, som Gisselfeld drives efter, også skal følges den dag i dag. Indtil videre har han ikke fået medhold ved domstolene.
Da loven om erhvervsdrivende fonde blev gennemført 1983 fik Gisselfeld en fondsbestyrelse, som grev Erik med tiden kom i konflikt med. I 1998 blev han afsat af bestyrelsen, men Erik Danneskiold-Samsøe anlagde da sag mod Civilstyrelsen og bestyrelsen ved sin advokat Christian Harlang. Østre Landsrets dom den 8. januar 2002 stadfæstede afsættelsen. Samme år blev overdirektørembedet midlertidigt overtaget af en sidegren til Danneskiold-Samsøe-slægten – familien Lassen. Familien Lassen er efterkommere af Gisselfelds 6. overdirektør Aage Conrad lensgreve Danneskiold-Samsøe, der døde den 27. december 1945. Han fik ingen sønner, der kunne overtage overdirektørembedet. Hans datter, kammerherreinde Elisabeth Henriette Lassen (født Danneskiold-Samsøe), måtte i kraft af Gyldenløves fundatsbestemmelser for Gisselfeld Kloster ikke overtage overdirektørembedet efter sin far, da fundatsen foreskriver, at hvervet kun kan indehaves af en grevelig født Danneskiold-Samsøe af hankøn.
Pr. 11. februar 2002 blev Elisabeth Lassens søn – Christian Danneskiold Lassen, indsat som midlertidig overdirektør for Gisselfeld Kloster, på trods af at han ikke er en grevelig født Danneskiold-Samsøe. Kort efter afgik bestyrelsen, herunder bestyrelsesformand Johan Koed-Jørgensen og bestyrelsesmedlem Kjeld Hillingsø. Ny formand blev advokat Anker Laden-Andersen.
Greven ankede dommen af 2002 til Højesteret, men i 2007 droppede han pludselig sagen og anlagde i stedet en ny retssag ved Østre Landsret, bl.a. med påstand om, at Justitsministeriet i 1987 burde have givet dispensation, således at Gisselfeld kunne køre videre uden en bestyrelse. Landsrettens dom 26. juni 2009 var atter et nederlag for Harlang og hans klient. Samtidig kørte der også en voldgiftssag mellem parterne, som 16. februar 2009 også blev et nederlag for grev Erik. Retten udtalte bl.a., at greven "havde demonstreret en totalt manglende vilje og evne til at indordne sig under og samarbejde med klosterets bestyrelse", og at han ved sin adfærd havde "vægtet hensynet til egne interesser langt tungere end hensynet til klosterets forsvarlige virksomhed". Voldgiftsretten mente, at Erik Danneskiold-Samsøe var "åbenbart uegnet til at varetage stillingen som overdirektør". I maj 2009 anlagde greven en ny retssag ved Retten i Næstved, som stadig verserer. Den 31. marts 2010 blev greven sat ud af sin bolig på slottet efter fogedrettens afgørelse. Han skylder staten 1,3 mio. kr. i sagsomkostninger, men har meddelt, at han ikke kan betale beløbet.
Erik Danneskiold-Samsøe har også bebudet en ny retssag med påstand om, at godset skal overgå til ham selv som privat ejendom. Han henviser til Christian Gyldenløves testamente skrevet i Dresden i 1701, hvor der står, at hvis nogen fremmed blander sig i klosterets anliggender eller "det skulle ordnes efter Hoffets Faveur", dvs. i dag staten, da skal Gisselfeld ophøre at være en stiftelse og i stedet tilfalde "den mig nærmeste" som vedkommendes private ejendom. Den nærmest beslægtede med Christian Gyldenløve er imidertid ikke Erik Danneskiold-Samsøe, men kammerherreinde Elisabeth Lassen, der repræsenterer slægtens ældste gren, men som ikke kan blive overdirektør ifølge den oprindelige fundats.
Bestyrelsen tilbød i 2002 Erik Danneskiold-Samsøe et forlig, der omfattede betalt bolig på livstid, et stort kontant engangsvederlag og en livsvarig pension på niveau med en højesteretsdommers, men greven afviste tilbuddet, da han ikke ville gå imod de oprindelige bestemmelser i den historiske fundats. I stedet har voldgiftsretten tilkendt ham en pension, der er mindre end halvdelen af den tilbudte sum. Han har heller ikke fået vederlag eller penge til bolig.
I 2008 slog justitsminister Lene Espersen fast, at Christian Gyldenløves testamente om mandlig arvefølge ikke går forud for ligestillingsloven.
Den 10. marts 2010 blev Helene Danneskiold-Samsøe præsenteret af advokat Henrik Wedell-Wedellsborg som ny overdirektør. Hun er niece til Erik Danneskiold-Samsøe og blev valgt efter at komtesse Erica Danneskiold-Samsøe, grevens datter, og Christina Danneskiold-Samsøe, grevens søster, begge havde takket nej, da de delte greve Eriks opfattelse, at kun mandlige descendenter kan arve embedet. Erik Danneskiold-Samsøe har i den forbindelse udtalt om den nye overdirektør: "Det er underligt, at én i vores familie ikke støtter denne sag, for det er jo et familietestamente. Hun er ikke engang komtesse!"
Som svar på dette har den nye overdirektør udtalt: "Jeg er ked af de følger, som Gisselfeld-striden har skabt for Gisselfeld og min morbror, men jeg synes ikke, det er værdigt, at kampen fortsætter. Det er ikke mig, der har bestemt udfaldet i sagen om afsættelsen. Jeg forholder mig til, at det er domstolene, der må afgøre, hvad der er ret og vrang i denne sag. Jeg forstår godt, at man kan føle sig forurettet over det, der er sket, hvis man holder sig strikt til ordlyden af de 300 år gamle bestemmelser, men man har også pligt til at leve i pagt med tiden. Bestyrelsen har jo ikke vendt ryggen til den gamle fundats, men bare tilpasset den vor moderne tid."
Juni 2016 afviste Østre Landsret at tage stilling i arvestriden, hvor komtesse Erica Danneskiold-Samsøe og Ulrik Danneskiold-Samsøe havde anlagt sag mod indehaveren af overdirektørtitlen Helene Danneskiold-Samsøe, godsets bestyrelse samt Civilstyrelsen med påstand om, at de iflg. godsets regler var mere berettigede til overdirektørtitlen. Retten mente ikke at den skulle tage stilling til godsets regler. Den 22. december samme år afviste Procesbevillingsnævnet at lade sagen komme for Højesteret.
I foråret 2010 etablerede støtteforeningen til grev Erik Danneskiold-Samsøe, Gisselfelds Venner, en hjemmeside med domænenavnet www.gisselfeldkloster.dk. Hjemmesiden rummer potentielt injurierende påstande mod Gisselfelds nuværende ledelse, som beskyldes for forskellige strafbare forhold. 18. november samme år afgjorde Klagenævnet for Domænenavne imidlertid, at det "chikanøse og illoyale" domæne skulle overdrages til Gisselfeld Kloster, da offentligheden nemt kunne forveksle siden med klosterets officielle hjemmeside (www.gisselfeld-kloster.dk).

## Gisselfeld og litteraturen
Hans Christian Andersen skrev under et ophold på Gisselfeld eventyret om Den Grimme Ælling. Christian Winthers digt Hjortens Flugt er blandt andet en hyldest til Gisselfeld.

## Parken
Allerede fra Peder Oxes tid var der et parkanlæg i forbindelse med borgen. Det nuværende parkanlæg – med store karpedamme – er i engelsk landskabsstil, anlagt op gennem 1800-tallet, bl.a. med hjælp fra den engelske landskabsarkitekt Milner. Der er – mod betaling – adgang til parken med de mange botaniske sjældenheder i hele sommersæsonen. I parken ligger også Paradehuset, der er fredet og Gisselfelds orangeri opført i 1876. Orangeriets meget smukke bygninger er tegnet af Herholdt, ombygget 1894 ved Hans J. Holm. Der er adgang til orangeriet i samme periode som parken, og der foregår salg af sjældne planter. I parken er også et klokkefrø-springvand, inspireret af forekomsten af klokkefrøer i parken indtil sidste halvdel af 1800-tallet.
I Hesede Skov findes Gisselfelds gamle forstbotaniske have Paradishaven, og lige i nærheden findes en 25 meter dyb istidskløft, Svenskekløften.
I Denderup Vænge ligger klatreparken Camp Adventure.

## Ejere af Gisselfeld
- (1381-1411) Bo Falk
- (1411-1431) Peder Falk
- (1431-1450) Eskild Falk
- (1450) Ida Falk, gift Gjøe (Gøye)
- (1450-1506) Eskild Gjøe (Gøye)
- (1506-1526) Henrik Gjøe (Gøye)
- (1526-1537) Johan Oxe
- (1537-1545) Torben Oxe
- (1545-1575) Peder Oxe
- (1575-1588) Mette Rosenkrantz, gift Oxe
- (1588) Karen Banner, gift Lykke
- (1588-1619) Christian Lykke
- (1619-1655) Frands Lykke
- (1655-1661) Kay Lykke
- (1661-1670) Kronen
- (1670) Hans Schack
- (1670) Ditlev von Rumohr
- (1670-1682) Hans lensgreve Schack
- (1682-1688) Otto Didrik lensgreve Schack
- (1688-1689) Sophie Dorothea Marschall, gift Schack
- (1689-1699) Adam Levin greve Knuth
- (1699-1703) Christian Gyldenløve, greve af Samsøe
- (1703-1754) Dorothea Krag gift (1) Juel (2) Gyldenløve (3) von Ahlefeldt
- (1754-1755) Dorothea Krags dødsbo
- (1755-) Gisselfeld Adelige Jomfrukloster i Sjælland

## Motorvej Næstved - Rønnede
Vejdirektoratet har lavet en forundersøgelse af en motorvej (Næstvedmotorvejen) (Primærrute 54) imellem Næstved og Rønnede. I forundersøgelsen forslås der fire linjeføringer, to af disse går igennem Hesede Skov ved Gisselfeld.
Godserne Gisselfeld og Holmegaard har gjort indsigelser mod en nordlig linjeføring af en evt. motorvej. Dels frygter man økonomiske tab ved at afgive areal til motorvejen, men man frygter også at det vil ødelægge naturområder som Gødstrup Engsø, der blev etableret ved naturgenopretning af det daværende Storstrøms Amt. Endvidere har Dansk Skovforening, Danmarks Naturfredningsforening og Bygnings Frednings Foreningen tilsvarende protesteret mod linjeføringen.
I en ny trafikaftale i 2014 blev der afsat ca. 15 millioner DKK til en VVM-redegørelse samt reserveret 350 millioner DKK til første etape af Næstvedmotorvejen mellem Rønnede og Boserup. En motorvej på strækningen kan stå færdig 2021.
Den 19. april 2017 besluttede regeringen og oppositionen at gå videre med linjeføring A af en motorvej mellem Næstved og Rønnede. Derudover vil regeringen tage ca. 56 millioner fra de allerede afsatte 336 millioner, som de vil bruge til at overtage de ejendom der står til at blive berørt af linjeføringen, så dem der bliver berørt ikke bliver stavnsbundet.
De ca. 336 millioner er ikke nok til at man kan gå i gang med første etape, da motorvejen kommer til at koste ca. 1,6 milliard. Det er ca. 100 millioner for hver km af den ca. 15 km lange strækning, så motorvejen vil blive sat i bero indtil der er fundet finansiering.